# Byron Stingily
Byron Stingily, de son vrai nom Byron Stingley, est un chanteur de soul, de R'n'B, de garage et de house né à Chicago aux États-Unis. Il fut le leader du groupe Ten City.
Il dirige le label de musique Stingily Music.

## Discographie

### Singles
- 1995 Don't Fall In Love (Nervous Records)
- 1996 Love You The Right Way (Nervous Records)
- 1996 Get Up! (Nervous Records)
- 1997 Flying High (Nervous Records)
- 1997 Sing-A-Song (Nervous Records)
- 1997 You Make Me Feel (Mighty Real) (Nervous Records)
- 1998 Testify (Nervous Records)
- 1998 It's Over/Run To Me (Nervous Records)
- 1999 That's The Way Love Is
- 2000 Why Can't You Be Real?, avec Danny Tenaglia (Nervous Records)
- 2000 Stand Right Up (Nervous Records)
- 2001 U Turn Me (Nervous Records)
- 2005 About Our Love, avec Kimara Lovelace (Home Recordings)
- 2005 It's All Jesus (Spiritually Sound)
- 2006 Hate Won't Change Me (Un-Restricted Access)
- 2007 Circle Dance (Stingily Music)

### Albums
- 1998 The Purist (Nervous Records)
- 2000 Club Stories (Nervous Records)